# Hohenaltheim

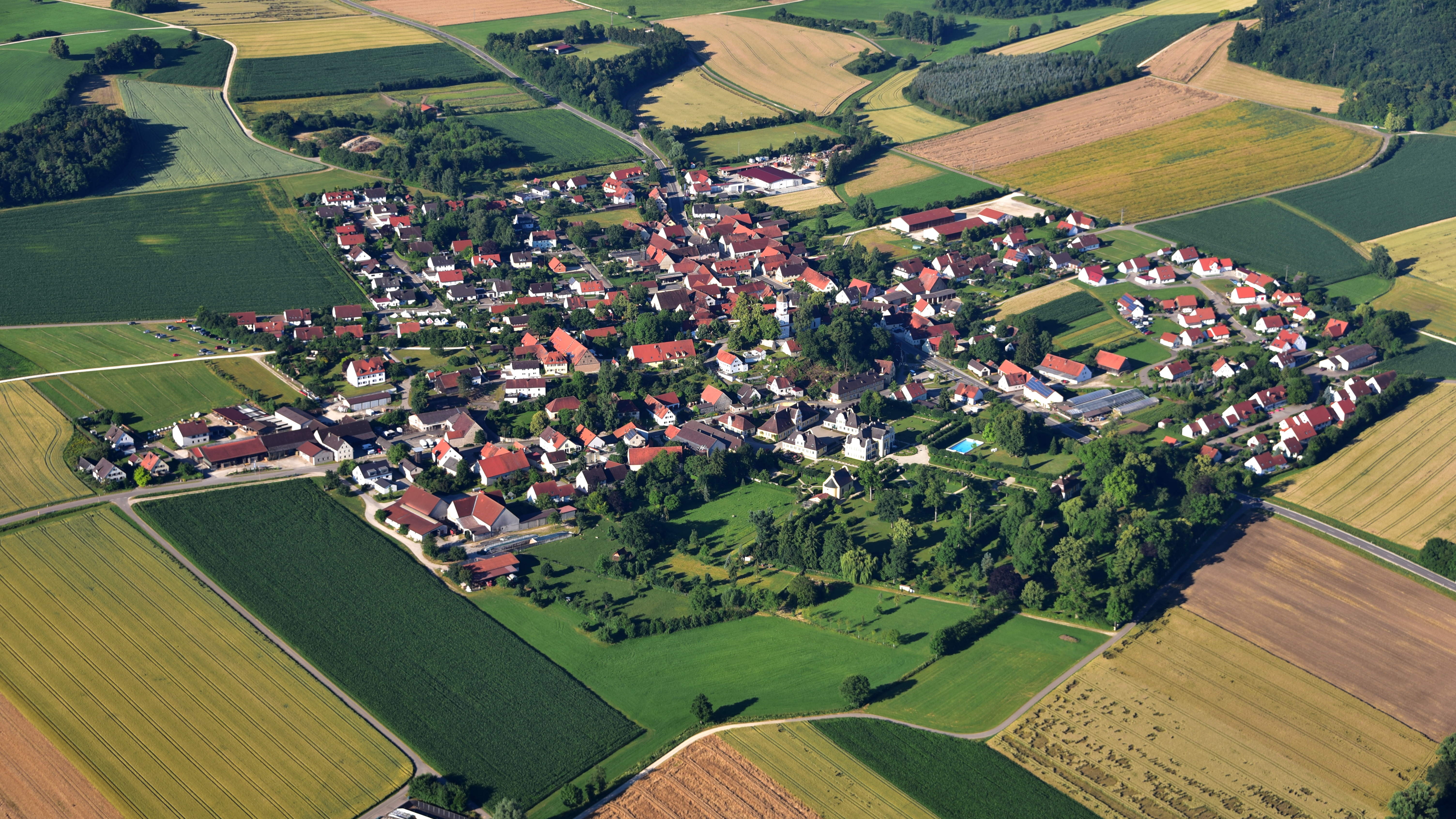
Hohenaltheim, Luftaufnahme (2016)

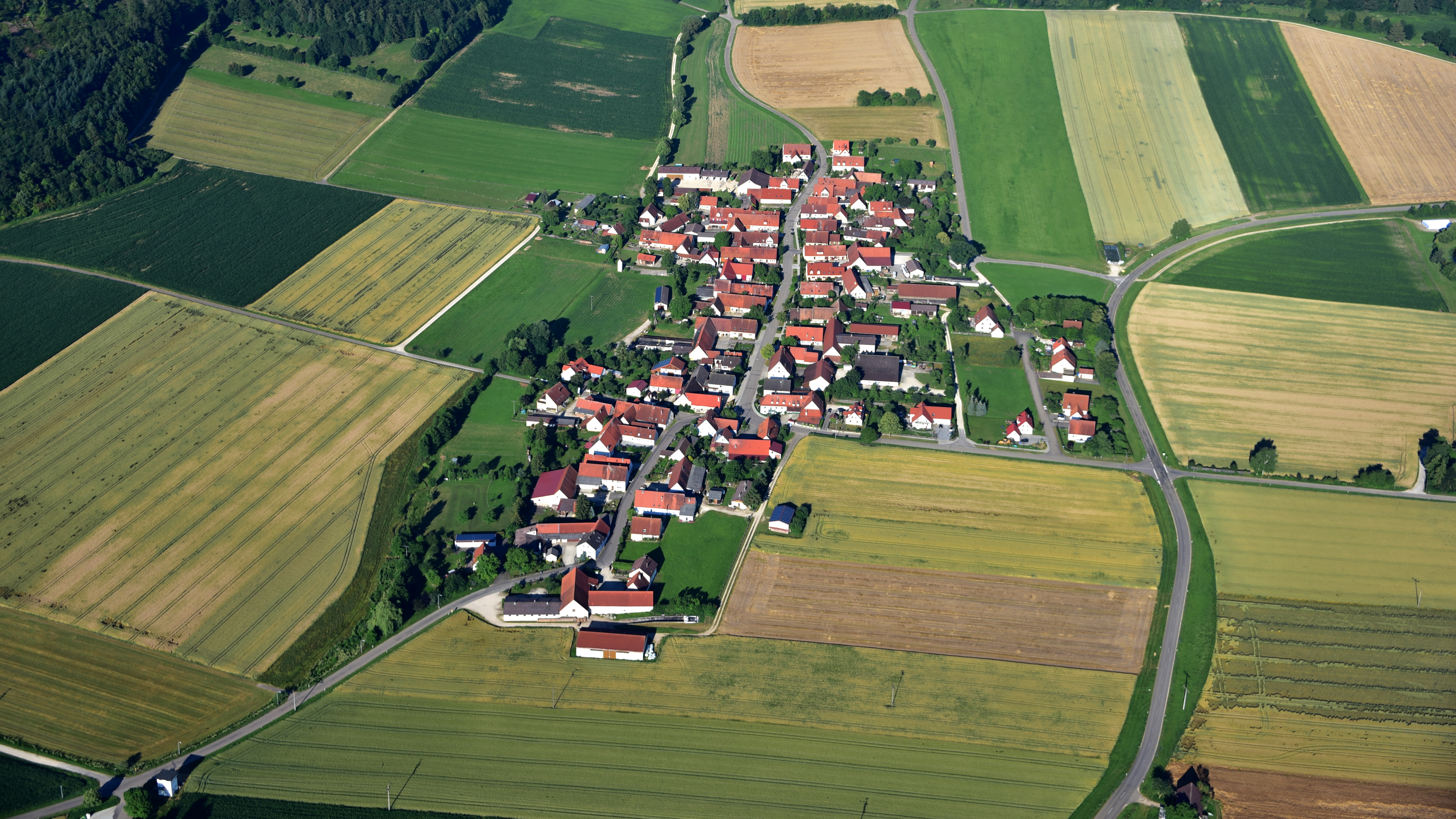
Niederaltheim, Luftaufnahme (2016)

Hohenaltheim ist eine Gemeinde im schwäbischen Landkreis Donau-Ries.

## Geografie
Die Gemeinde liegt am südlichen Rand des Nördlinger Ries und im Geopark Ries. Durch den Ort fließt der Froschbach, der über den Eierbach und dann den Bautenbach in die Eger entwässert.
Es gibt acht Gemeindeteile (in Klammern ist der Siedlungstyp angegeben):
- Frohnmühle (Einöde)
- Ganzenmühle (Einöde)
- Hohenaltheim (Pfarrdorf)
- Karlshof (Einöde)
- Mühlauhof (Einöde)
- Niederaltheim (Dorf)
- Schellenhof (Einöde)
- Weiherhof (Einöde)

Es bestehen die Gemarkungen Hohenaltheim und Niederaltheim.
Nachbargemeinden sind im Norden die Stadt Nördlingen und die Gemeinde Möttingen, im Osten Mönchsdeggingen, im Süden Bissingen und Amerdingen sowie im Westen Forheim und Ederheim. Bis auf die zum Landkreis Dillingen an der Donau gehörende Gemeinde Bissingen sind alle Gemeinden Teil des Landkreises Donau-Ries.

## Geschichte

### Bis zur Gemeindefusion
Hohenaltheim wurde urkundlich bereits 878 erwähnt. Im Jahre 916 fand hier die Synode von Hohenaltheim statt. Bis um das Jahr 1300 hieß der Ort Altheim. Im Jahre 1508 verkaufte Hans von Altheim seinen Besitz an die Grafen von Oettingen. Im Jahre 1633 wurde Hohenaltheim dreimal ausgeplündert, 1634 fand nur wenige Kilometer entfernt die Schlacht am Albuch statt; sie brachte der katholischen Liga den Sieg über die evangelische Union.
Ab der Mitte des 18. Jahrhunderts diente Schloss Hohenaltheim als Sommerresidenz, zunächst der Linie von Oettingen-Oettingen, später der von Oettingen-Wallerstein. Mit der Rheinbundakte 1806 kam der Ort dann zum Königreich Bayern. Der nach einem Großbrand 1899 fast vollständig zerstörte und neu aufgebaute Ortskern von Niederaltheim steht unter Ensembleschutz.
Mit dem Gemeindeedikt von 1818 entstand die Gemeinde Hohenaltheim mit den Gemeindeteilen Forsthaus und Sägmühle.

### Eingemeindungen
Am 1. Juli 1973 wurde im Zuge der Gebietsreform die Gemeinde Niederaltheim mit ihren Gemeindeteilen mit Brunnenhaus, Frohnmühle, Ganzenmühle, Hochhaus, Karlshof, Mühlauhof, Schellenhof und Weiherhof eingegliedert.

### Einwohnerentwicklung
Zwischen 1988 und 2018 wuchs die Gemeinde von 552 auf 583 um 31 Einwohner bzw. um 5,6 %.
- 1961: 700 Einwohner[6]
- 1970: 641 Einwohner[6]
- 1987: 575 Einwohner
- 1991: 587 Einwohner
- 1995: 616 Einwohner
- 2000: 626 Einwohner
- 2005: 626 Einwohner
- 2010: 591 Einwohner
- 2015: 569 Einwohner

## Politik

### Bürgermeister
Erster Bürgermeister ist Armin Sporys (Bürgerblock/UW). Dieser trat das Amt am 1. Februar 2023 an. Seine Vorgängerin als Bürgermeisterin war von Mai 2020 bis Oktober 2022 Martina Göttler. 

### Gemeinderat
Der Gemeinderat besteht aus acht Mitgliedern, die sich in der Amtszeit 2014–2020 auf folgende Wählergemeinschaften verteilen:
- Bürgerblock/Freie Wählergemeinschaft 5 Sitze
- Unabhängige Wähler Hohenaltheim-Niederaltheim 3 Sitze

Für die Amtszeit 2020–2026 stellten Bürgerblock und Unabhängige Wähler eine gemeinsame Liste auf, die alle acht Sitze erhielt.
2017 betrugen die Gemeindesteuereinnahmen 447 T€, davon waren 60 T€ Gewerbesteuereinnahmen (netto) und 308 T€ Gemeindeanteil an der Einkommensteuer.

### Wappen

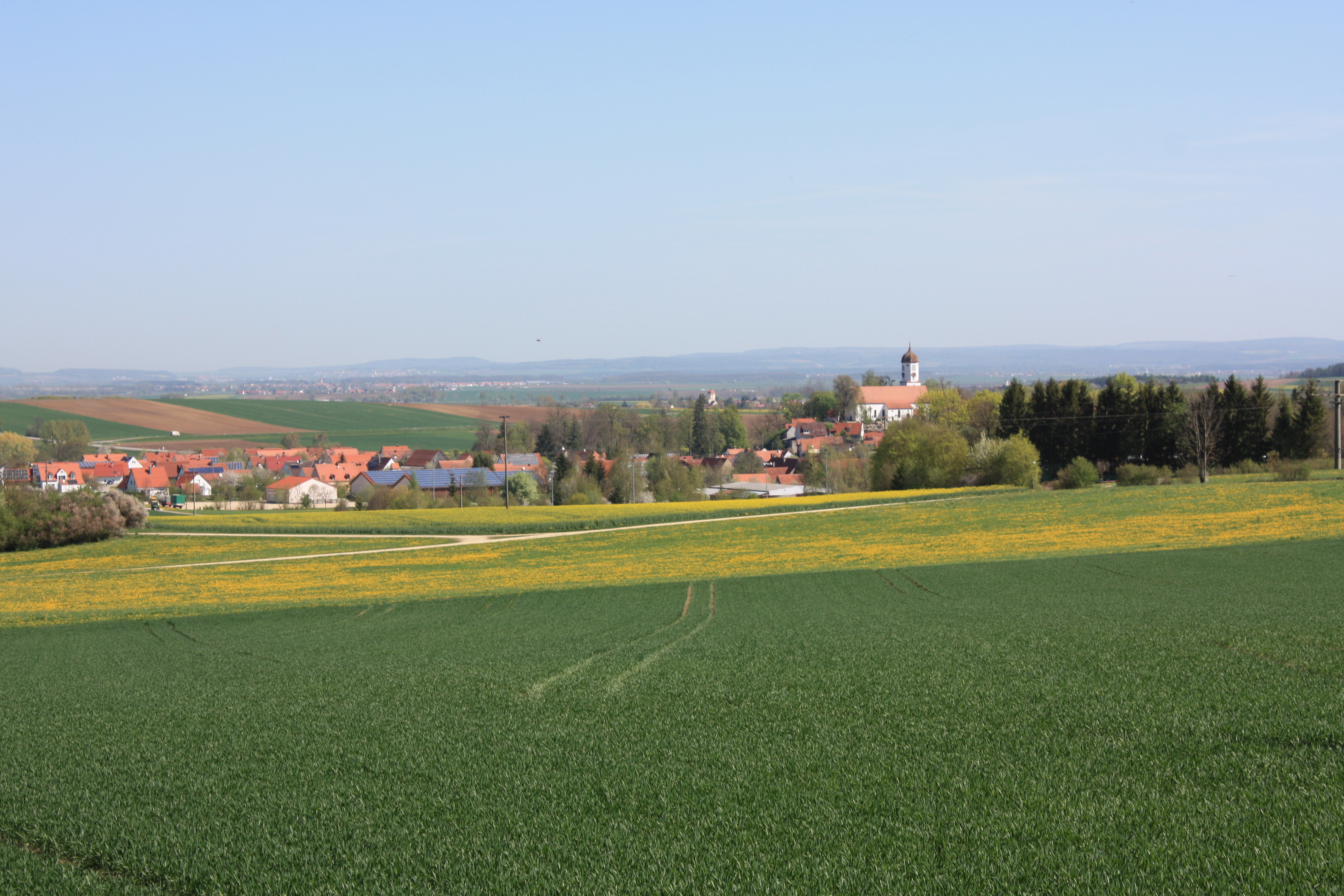
Blick auf Hohenaltheim

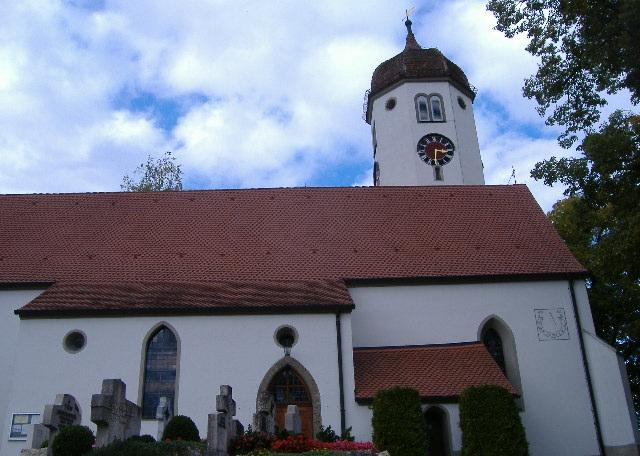
Evangelische Johanneskirche

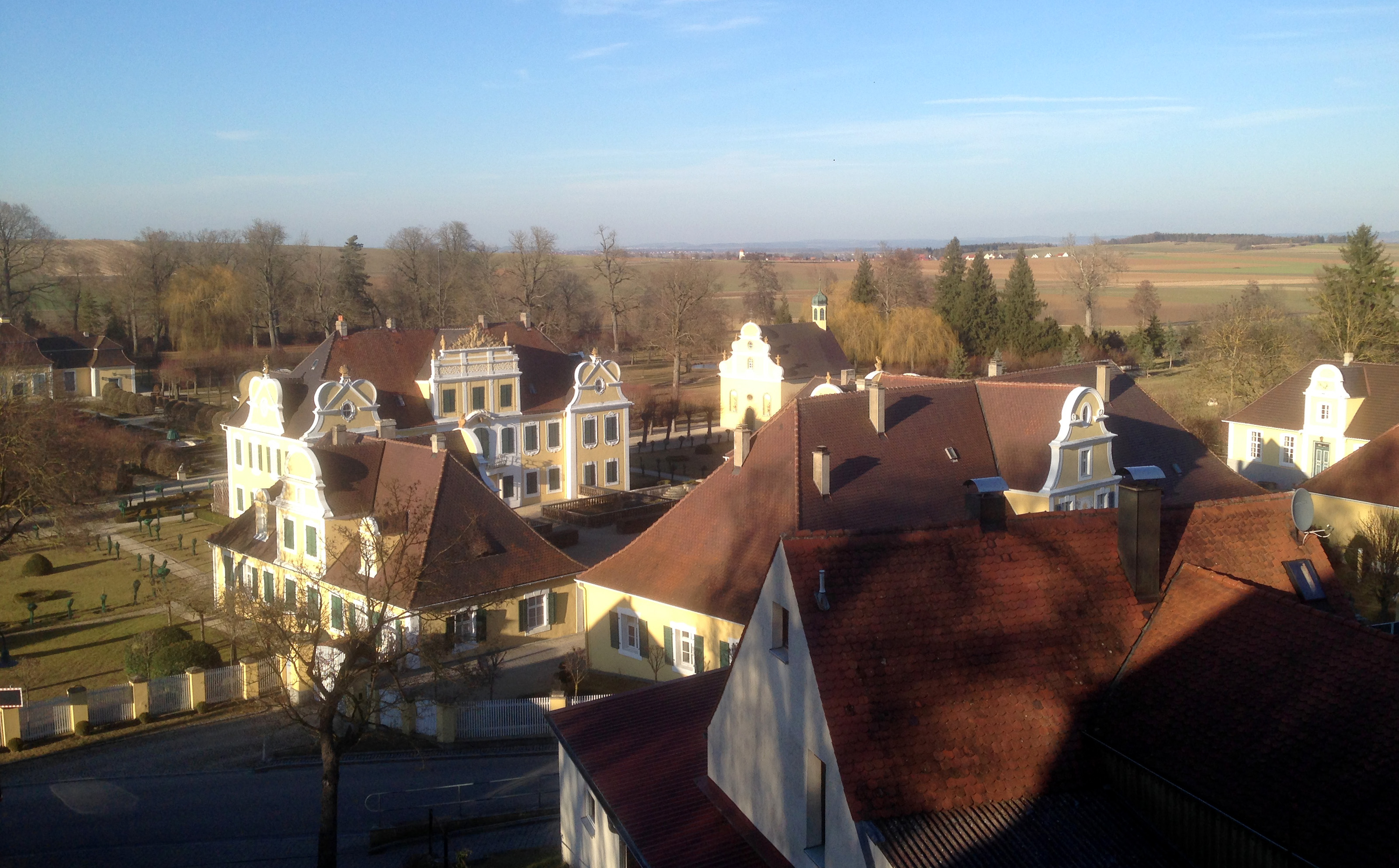
Schloss Hohenaltheim

| Wappen von Hohenaltheim | Blasonierung: „In Silber der Rumpf eines goldbewehrten und rotbezungten blauen Löwen, der in den Pranken einen roten Schild hält; darin ein blauer Herzschild, von dem vier goldene Eisenhüte zu den Schildrändern ausgehen, im Ganzen belegt mit einem silbernen Schragen.“ |
| Wappen von Hohenaltheim | Wappenbegründung: Hohenaltheim hieß bis um 1300 Altheim. Der blaue Löwenrumpf im Gemeindewappen ist dem Wappen der Herren von Altheim entnommen, die seit 1238 belegt sind. 1508 verkaufte Hans von Altheim seinen ganzen Besitz an die Grafen von Oettingen, die seit dem 14. Jahrhundert im Ort begütert waren. Fürst Albrecht II. von Oettingen ließ 1710 das Schloss neu errichten. Ab der Mitte des 18. Jahrhunderts diente es als Sommerresidenz, zunächst der Linie von Oettingen-Oettingen, später der von Oettingen-Wallerstein. Der kleine Schild in den Pranken des Löwen enthält das vereinfachte Stammwappen der Oettinger. Dieses Wappen wird seit 1961 geführt. |

## Sehenswürdigkeiten
- Burg Hochhaus der Herrschaft Hochhaus
- Jagdschloss (Sitz des Hauses Oettingen-Wallerstein)
- Evangelische Johanneskirche
- Pfisters Bauernhausmuseum
- Thingplatz

## Wirtschaft und Infrastruktur

### Wirtschaft einschließlich Land- und Forstwirtschaft
Auch wenn die Landwirtschaft in Hohen- und Niederaltheim keine besonders große Rolle mehr spielt, so kann man die beiden Dörfer doch noch als landwirtschaftlich geprägt bezeichnen. 2020 bestanden noch 20 landwirtschaftliche Betriebe (2016: 21 Betriebe). Die Wälder des Riesrandes sind überwiegend im Besitz des Fürstlichen Hauses Oettingen-Wallerstein. 2022 gab mehrere kleinere Gewerbebetriebe mit insgesamt 39 sozialversicherungspflichtig Beschäftigten (2017: 54 Beschäftigte). Von Weitem sichtbar ist der Sender Unterringingen.

### Bildung
Im Rathaus besteht seit 1994 eine eingruppige Kinderkrippe mit 30 Plätzen unter Trägerschaft der Gemeinde Hohenaltheim. Zwischen 1965 und 2002 gab es zudem eine Schule im Ort. Seit deren Schließung gehört Hohenaltheim zum Grundschulsprengel Mönchsdeggingen.

## Söhne und Töchter der Gemeinde
- Johann Maximilian Albrecht von Laßberg (1711–1788), Sachsen-Weimarischer Offizier
- Johannes Herrle (1778–1860), Forst- und Jagdwissenschaftler
- Karl Schott von Schottenstein (1792–1882), Regierungsdirektor in Ulm und Landtagsabgeordneter
- Georg Kolmer (1807–1874), deutscher Zeugmachermeister und Politiker